# 青森県道155号剣吉停車場線
青森県道155号剣吉停車場線（あおもりけんどう155ごう けんよしていしゃじょうせん）は、青森県三戸郡南部町を通る一般県道である。

## 概要
青い森鉄道剣吉駅から南部町斗賀字下斗賀で国道104号に至る。

### 路線データ
- 起点 : 剣吉停車場[1]
- 終点 : 国道一〇四号交点（三戸郡南部町）[1]（国道104号交点）

## 歴史
- 1961年（昭和36年）2月10日 - 県道に認定される[1]。

## 地理

### 交差する道路
- 国道104号（三戸郡南部町斗賀、終点）

### 沿線の施設
- 青い森鉄道 青い森鉄道線 剣吉駅
- 南部芸能伝承館